# Винни-Пух идёт в гости
«Ви́нни-Пух идёт в го́сти» — советский рисованный мультипликационный фильм режиссёра Фёдора Хитрука. 
Второй мультфильм-экранизация по одноимённой сказке А. Милна.
Серия мультфильмов:
- Винни-Пух (1969)
- Винни-Пух идёт в гости (1971)
- Винни-Пух и день забот (1972)

## Сюжет
Как-то утром Винни-Пух не спеша прогуливался с Пятачком и сочинял новую песенку. В этот момент Пуху пришла идея пойти к кому-нибудь в гости. Они идут наугад, напевая песню «Кто ходит в гости по утрам», сочинённую Пухом.
Наконец, они приходят к норе Кролика. Хотя они пришли незваными, Кролик принимает друзей и угощает их мёдом и сгущённым молоком (во время перекуса Винни-Пух не заметил, как завязал Пятачку рот полотенцем). Однако потом Пух съедает все припасы Кролика за исключением мёда, оставленного Пятачку, и, попытавшись вылезть наружу, застревает в норе из-за распухшего живота. Вытащить его невозможно, и Кролик предлагает ждать неделю, пока Винни похудеет.
В этот момент Пух чихает, разрушив кроличий балкон, и говорит, что он похудел, после чего Кролик и Пятачок его вытаскивают. Теперь он понял, что не стоит слишком долго засиживаться в гостях, чтобы не попасть в «безвыходное положение».

## Создатели
- Авторы сценария: Борис Заходер, Фёдор Хитрук
- Режиссёр — Фёдор Хитрук
- Композитор — Моисей Вайнберг
- Художники-постановщики: Владимир Зуйков, Эдуард Назаров
- Оператор — Михаил Друян
- Звукооператор — Георгий Мартынюк
- Художники-мультипликаторы: Леонид Носырев, Светлана Сичкарь, Эльвира Маслова, Борис Акулиничев, Мария Мотрук, Геннадий Сокольский, Игорь Подгорский, Валерий Угаров
- Художники: Ирина Троянова, Александр Сичкарь, Радна Сахалтуев, Инна Пшеничная
- Монтажёр — Валентина Турубинер
- Редактор: Раиса Фричинская
- Директор картины: Любовь Бутырина

## Роли озвучивали
| Актёр           | Роль      |
| --------------- | --------- |
| Владимир Осенев | От автора |
| Евгений Леонов  | Винни-Пух |
| Ия Саввина      | Пятачок   |
| Анатолий Щукин  | Кролик    |

## Награды
- 1976 — Государственная премия СССР, режиссёру Фёдору Хитруку.

## Выпуски
- В 1990-е годы на аудиокассетах изданием Twic Lyrec были выпущены аудиосказки с сериями мультфильмов о Винни-Пухе с текстом Александра Пожарова.